# Varaždinske Toplice
Varaždinske Toplice [ˈʋaraʒdiːnskɛː ˈtɔplit͡sɛ] (deutsch Warasdin-Töplitz oder Bad Warasdin, ungarisch Varasdfürdő bzw. früher Varasdteplic) ist eine Stadt in der Gespanschaft Varaždin, Kroatien.
Varaždinske Toplice ist das älteste Heil- und Kurbad in Kroatien. Bereits unter den Römer war es als Aquae Iasae bekannt. Es befindet sich im nordöstlichsten Teil der kroatischen Region Zagorje.
Die Ansiedlung ist durch ein natürliches Vorkommen von Thermalwasser entstanden. Die Wassertemperatur an der Quelle beträgt 58 °C.

## Bildgalerie

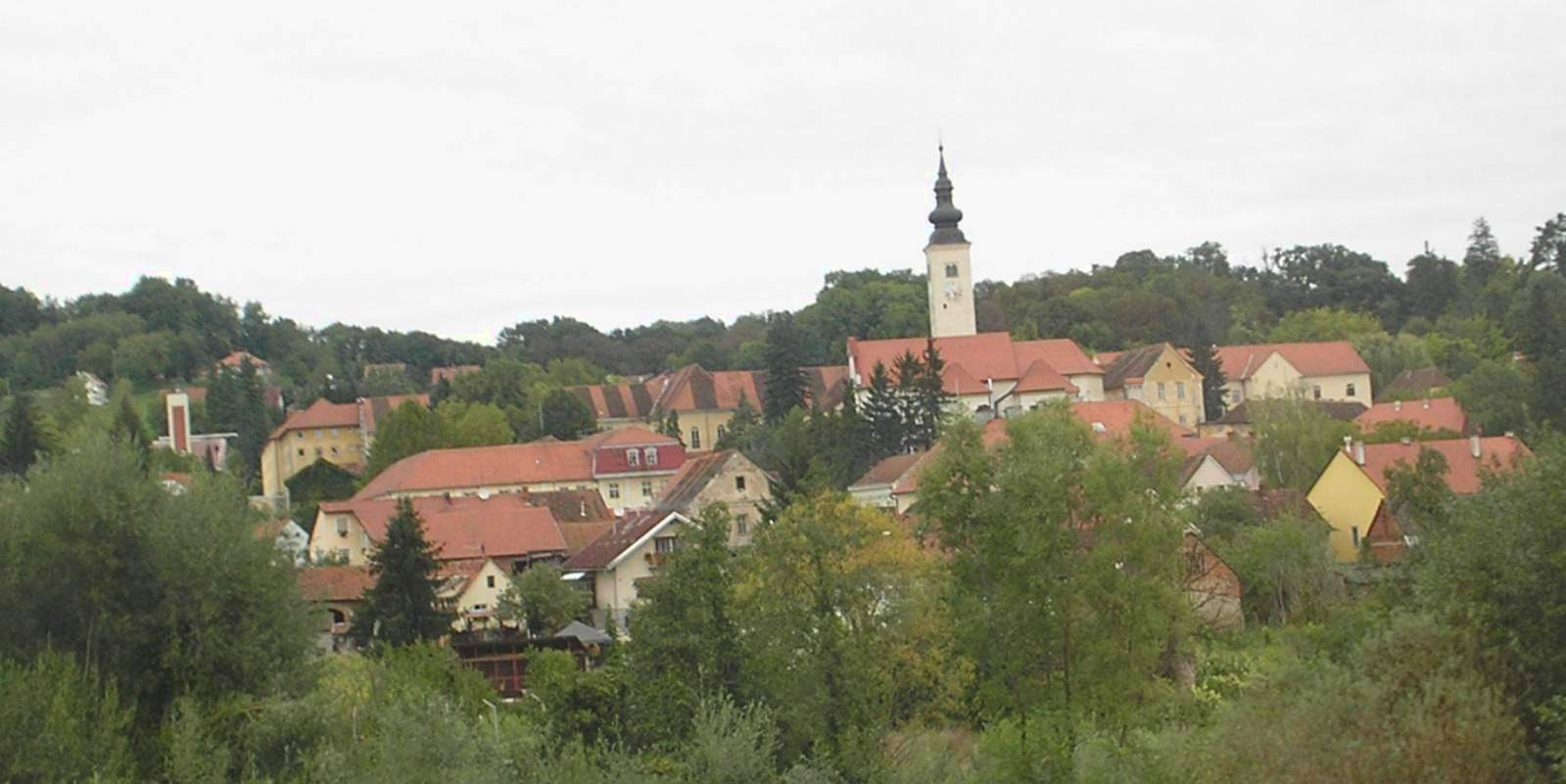
Panorama
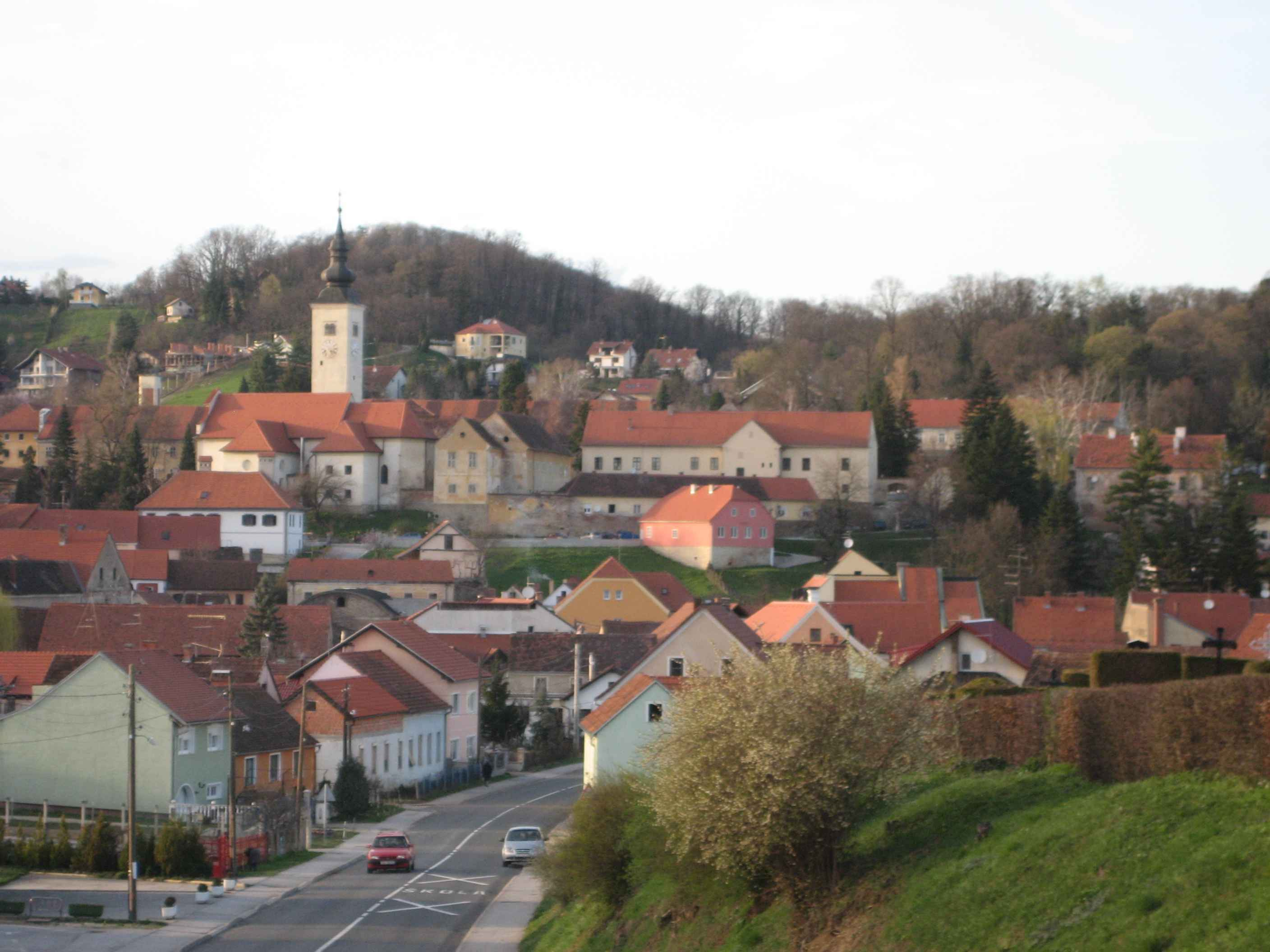
Eingangsstraße
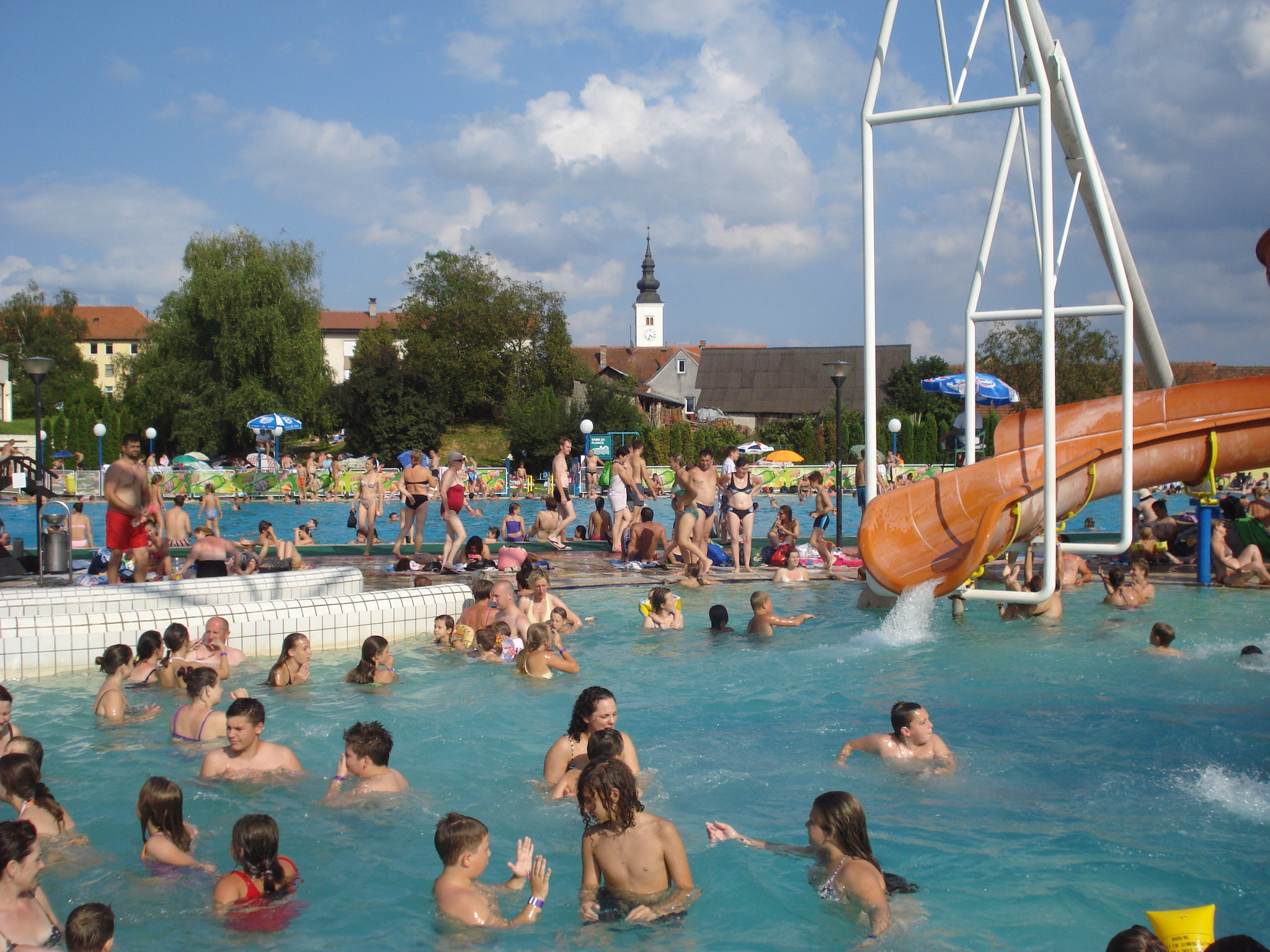
Thermalbad
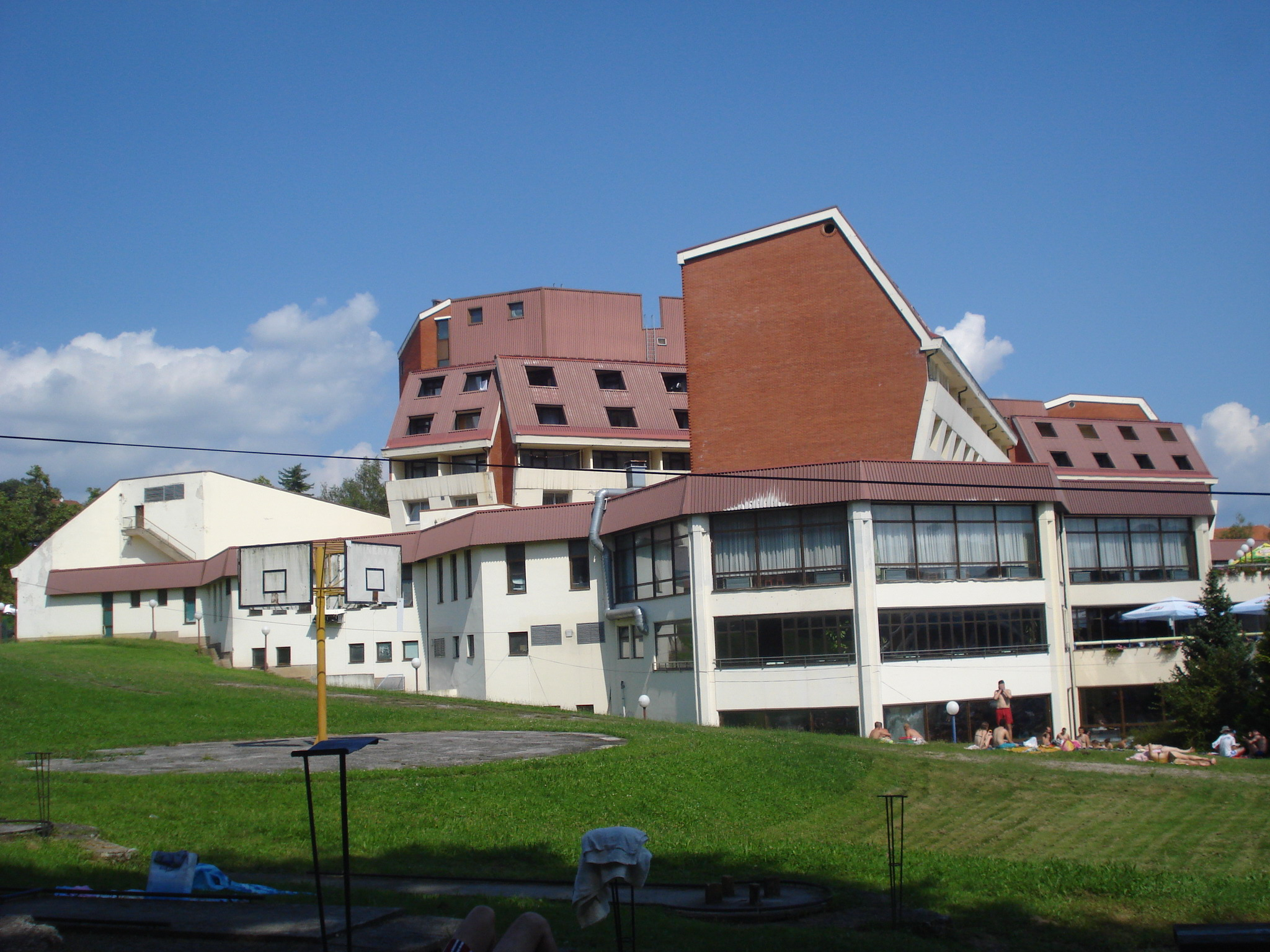
Hotel Minerva